# Enyalius iheringii
Espèce
Enyalius iheringii est une espèce de sauriens de la famille des Leiosauridae.

## Répartition
Cette espèce est endémique de l'État du Rio Grande do Sul au Brésil.

## Description
Les types de Enyalius iheringii mesurent :
- 292 mm dont 200 mm pour la queue pour le mâle ;
- 297 mm dont 200 mm pour la queue pour la femelle.

Le mâle présente une face dorsale brun violacé uniforme. La femelle reprend la même couleur de base mais avec une série de taches noires alternées au milieu du dos et présente une large bande jaunâtre sur ses flancs entre sa nuque et la naissance de sa queue. La face ventrale pour les deux sexes est brunâtre ou violacé.

## Étymologie
Cette espèce est nommée en l'honneur d'Hermann von Ihering.

## Publication originale
- Boulenger, 1885 : A list of reptiles and Batrachians from the Province Rio Grande do Sul, Brazil, sent to the Natural-History Museum by Dr. H. von Ihering. Annals and Magazine of Natural History, ser. 5, vol. 15, no 87, p. 191-196 (texte intégral).